# Ministerio de Defensa de Finlandia
El Ministerio de Defensa (en finés: puolustusministeriö (PLM); en sueco: försvarsministeriet) es uno de los 12 ministerios que comprende el gobierno finlandés. El ministerio está a cargo de la política de defensa nacional de Finlandia, la seguridad nacional y la cooperación internacional en materia de política de defensa. El ministerio está encabezado por el Ministro de Defensa que actualmente es Antti Häkkänen. 
El presupuesto del Ministerio de Defensa para 2020 es de 3.172.707.000 €. A partir de 2016, aproximadamente el 25% del presupuesto de defensa se gastó en la nómina de las fuerzas de defensa, el 20% en la adquisición de material y el 25% en otros gastos operacionales.